# 王叔果
王叔果（1516年—1588年），字育德，號半山，又號西華山人，浙江溫州府永嘉縣人，竈籍，明朝政治人物。

## 生平
嘉靖十九年（1540年）庚子科浙江鄉試第五十四名舉人，嘉靖二十九年（1550年）庚戌科二甲七十一名進士。三十年冬丁父忧，三十六年起復，除授兵部職方主事，三十八年十一月升本司署员外郎，三十九年五月升本司署郎中，四十年闰五月轉武选司署郎中，四十一年三月六日升遷湖廣布政司右參議，四月离京赴任，官終廣東副使，卒年七十三。有《半山藏稿》。

## 家族
曾祖王封；祖父王鉦，封通政司右通政；父王澈，號東厓，正德八年举人，曾任兵部郎中、福建布政使司左參議。母潘氏（封宜人）；繼母張氏。具庆下。弟王叔杲，嘉靖壬辰进士，官至湖广参政。